# V’Moto-Rock
V’Moto-Rock – węgierski zespół rockowy, założony w 1977 roku przez Ferenca Demjéna po opuszczeniu Bergendy wraz z trzema innymi osobami. Zespół istniał 11 lat, a jego skład nie zmieniał się.

## Historia
Zespół został założony w 1977 roku przez Ferenca Demjéna. Dołączyli do niego byli członkowie V’73: István Lerch i Sándor Herpai, oraz były członek zespołów Ferm i Korál, János Menyhárt; V’ w nazwie wskazywało na powiązania V’73 z nowo utworzoną grupą. W 1979 roku zespół koncertował wspólnie z zespołem Osibisa, a przy nagrywaniu płyt współpracowały Kati Kovács i Klári Katona. W 1988 roku zespół rozpadł się, a Demjén rozpoczął karierę solową.
W 2008 roku zespół ponownie się zjednoczył, by udzielić serii koncertów.

## Skład zespołu
- Ferenc Demjén – gitara basowa, wokal
- János Menyhárt – gitara elektryczna, gitara akustyczna
- Sándor Herpai – instrumenty perkusyjne
- István Lerch – fortepian, piano Rhodesa, organy Hammonda, syntezator, instrumenty smyczkowe, instrumenty perkusyjne

## Dyskografia

### Albumy studyjne
- I. (1978)
- II. (1980)
- Gyertyák (1982)
- Garázskijárat (1984)
- V. (1986)
- A fény felé (1987)

### Kompilacje
- Best of V’Moto-Rock (1984)
- Várj, míg felkel majd a nap (1991)
- Motor boogie (1997)

### Single
- Motor boogie / Nyújtsd hát a kezed (1977)
- Mindenki másképp csinálja / Mozdulnod kell (1978; wspólnie z Locomotiv GT)
- Gyertyák / Újév (1982)
- 1001. éjszaka / Repülök a fénybe (1982)